# Ulota nicholsonii
Ulota nicholsonii là một loài rêu trong họ Orthotrichaceae. Loài này được Culm. mô tả khoa học đầu tiên năm 1926.